# Jezioro Łoniewskie
Jezioro Łoniewskie – jezioro na Pojezierzu Krzywińskim, położone na południowych obrzeżach miasta Osieczna w województwie wielkopolskim, w powiecie leszczyńskim, w gminie Osieczna.
Jest najwyżej położonym jeziorem w ciągu jezior Wonieskich, lecz nie wchodzi bezpośrednio w system tworzący czaszę Zbiornika Wonieść. Jezioro należy do typu sandaczowego i gatunek ten jest wiodącym wśród drapieżników. Obok sandacza występują węgorze. Wśród gatunków niedrapieżnych dominuje leszcz. Jego pogłowie rozrasta się do poziomu, w którym coraz częściej występują formy świadczące o karłowaceniu. Obok niego szybko rośnie pogłowie krąpia, co sprzyja powstawaniu krzyżówek międzygatunkowych, będących konkurentami pokarmowymi dla płoci i wzdręgi. Roślinność wynurzoną reprezentują: trzcina pospolita, pałka wodna, sit, turzyca, grzybienie białe i grążel żółty. 
Z jeziora wypływa Samica. Akwen jest połączony kanałami z jeziorami Grodzisko, Drzeczkowskim, Witosławskim, Wojnowickim.
Jezioro Łoniewskie w Osiecznej stanowi początek szlaku kajakowego do Czempinia.